# ميدان لاناسيون (باريس)
يقع ميدان لاناسيون أو ميدان الامة (المعروف سابقًا بميدان العرش، ثم ميدان العرش المقلوب خلال الثورة الفرنسية) في الجانب الشرقي من باريس، بين ميدان الباستيل وغابة فانسين. حصل الميدان على اسمه الحالي في الرابع عشر من يوليو 1880، في يوم العيد الوطني لفرنسا، تحت الجمهورية الثالثة.
يحتوي الميدان على نصب برونزي كبير يعرف بـ «انتصار الجمهورية»، وقد نحته الفنان جول دالو.التمثال يمثل تجسيد لفرنسا وماريان.

## طالع أبضا
- ناسيون (مترو باريس)